# Laoac
Laoac ist eine Stadtgemeinde in der philippinischen Provinz Pangasinan. Im Jahre 2015 lebten in dem Gebiet 31.497 Menschen. Der überwiegende Teil der Bevölkerung lebt von der Landwirtschaft. Das Gelände der Gemeinde ist relativ flach.
Laoac ist in folgende 22 Baranggays aufgeteilt:
| - Anis - Balligi - Banuar - Botique - Caaringayan - Domingo Alarcio - Cabilaoan West - Cabulalaan - Calaoagan - Calmay - Casampagaan | - Casanestebanan - Casantiagoan - Inmanduyan - Poblacion - Lebueg - Maraboc - Nanbagatan - Panaga - Talogtog - Turko - Yatyat |